# 足底筋
足底筋（そくていきん、plantaris muscle）は人間の下肢の筋肉で足関節の底屈を行う。また、下腿三頭筋の働きを助ける。

## 概要
大腿骨の外側顆の上方で、腓腹筋の外側頭の領域と膝関節の関節包から起こり、腓腹筋とヒラメ筋の間を走って下方へ向かい、アキレス腱内側縁で停止する。
10%で欠如するが、欠如しても機能的に全く問題がない。そのため同様の理由である長掌筋と同様筋移植の材料として利用される事がある。
また、42％で足底筋の腱がアキレス腱に合流せずに踵骨に停止する。